# Jan Hoffman
Jan Hoffman (* 11. Juni 1906 in Krakau; † 25. Oktober 1995 ebenda) war ein polnischer Pianist und Musikpädagoge.

## Leben
Hoffman studierte am Konservatorium der Musikakademie Krakau Klavier bei Jan Śliwiński und Wiktor Łabuński und nach dem Abschluss 1928 bei Egon Petri in Krakau und Berlin. Von 1931 bis 1933 unterrichtete er am Krakauer Konservatorium, daneben gab er auch privaten Unterricht in Krakau, Lemberg und Bielsko. In der Zeit des Zweiten Weltkrieges war er Professor am Lemberger Konservatorium.
Nach 1945 reorganisierte er mit Zbigniew Drzewiecki die Musikakademie Krakau, deren Rektor er von 1966 bis 1969 war. Zu seinen Schülern zählten Władysław Kędra, Janina Baster-Sors, Janusz Dolny, Marek Mietelski, Marek Drewnowski und Adam Wodnicki. Mehrfach war er Juror beim Internationalen Chopin-Wettbewerb und anderen Klavierwettbewerben. Im Mittelpunkt seines Repertoires als Pianist stand das Werk von Johann Sebastian Bach, dessen Konzerte für zwei, drei und vier Klaviere er mit Zbigniew Drzewiecki, Bolesław Woytowicz und Jan Ekier aufführte. Außerdem spielte er Kompositionen zeitgenössischer polnischer Komponisten wie Witold Lutosławski, Michał Spisak, Antoni Szałowski und Artur Malawski. Für sein Wirken wurde Hoffman dreimal mit dem Ersten Preis des polnischen Kultusministeriums (1964, 1968 und 1986) und 1980 mit dem Offizierskreuz und dem Komturkreuz mit Stern des Ordens Polonia Restituta ausgezeichnet.